# Maria Kisito
Suor Maria Kisito, nata Julienne Mukabutera (Sovu, 22 giugno 1964), è una criminale ruandese, che ha contribuito allo sterminio di circa 7600 persone nel corso del genocidio del Ruanda.

## Biografia
Suor Kisito nacque nel 1964 a Sovu, nei pressi di Butare. A partire dal 17 aprile 1994, nel bel mezzo del genocidio del Ruanda, migliaia di persone di etnia tutsi cercarono rifugio presso il monastero benedettino di Sovu, dove vivevano Suor Kisito e la madre superiora, Suor Gertrude. Le due monache trasferirono i rifugiati nel vicino centro di assistenza sanitaria, in modo che non interferissero con le attività del monastero.  Rifiutarono di dar loro da mangiare, nonostante i magazzini fossero pieni di scorte alimentari.
Il 22 aprile 1994 ebbe inizio il massacro: le milizie paramilitari dell'Interahamwe, guidate da Emmanuel Rekeraho, e diversi membri della popolazione di etnia hutu attaccarono il centro di assistenza sanitaria. Mentre i tutsi si rifugiarono nel garage, le milizie hutu decisero di dar fuoco all'edificio. Le due monache allora si procurarono due taniche di benzina e diedero fuoco al garage, come testimoniato dalla superstite Séraphine Mukamana. Solo in quella giornata vennero uccise circa 7000 persone.
Tre giorni dopo, Rekeraho e i suoi uomini tornarono al monastero.  Con il pretesto che non c'era cibo a sufficienza per sfamare tutti i rifugiati, le monache chiesero ai paramilitari di ucciderne altri 600. Solo i familiari delle monache tutsi vennero risparmiati. Il 6 maggio, un gruppo di poliziotti armati uccise i trenta latitanti rimasti.
Il 1º luglio il monastero di Sovu fu evacuato e le monache vennero trasferite in quello di Maredret, in Belgio, dopo aver transitato nello Zaire e in Francia. Suor Kisito venne condannata l'8 giugno 2001 a 12 anni di reclusione per aver collaborato allo sterminio di 7600 ruandesi, ma uscì di prigione nel giugno 2007, dopo aver scontato metà della pena inflittale.